# Sando Aqua Monster
Een Sando Aqua Monster is een fictief zeedier dat leeft in de wateren van de planeet Naboo in de Star Wars-filmserie.

## Uiterlijk
Sando Aqua Monsters kunnen een lengte van wel 200 meter bereiken. Ze hebben vier poten met tussen de drie vingers in vliezen. Ook hebben ze een lange staart die aan het einde gespleten is. Een Sando heeft een relatief kleine kop met kleine ogen.
Mannelijke exemplaren kunnen 200 meter lang worden. Vrouwtjes zitten meestal rond de 150 meter. Bij de paring wordt er een paringsdans uitgevoerd waarbij de Sando's een soort van spinnend geluid maken. 
Een Sando wordt minimaal 100 jaar oud. Het is niet geheel bekend hoe oud een Sando kan worden, maar men heeft het vermoeden dat ze makkelijk meerdere eeuwen oud kunnen worden.

## In de films
Er komt een Sando Aqua Monster voor in The Phantom Menace. Wanneer  Qui-Gon Jinn, Obi-Wan Kenobi en Jar Jar Binks onderwater naar Theed reizen valt een Opee Sea Killer hen aan. Deze werd doormidden gebeten door een Sando. Vlak daarna worden ze achterna gezeten door een Colo Claw Fish. Ook deze wordt gedood door dezelfde Sando.